# Eleonora av England
Eleonora av England, född i Domfront, Frankrike 13 oktober 1162, död i Burgos i Spanien 31 oktober 1214, var drottning av Kastilien och gift med kung Alfons VIII av Kastilien. Hon var regent för sin minderåriga son Henrik I en kort tid under år 1214. 

## Biografi
Eleonora var dotter till kung Henrik II av England och Eleonora av Akvitanien. 

### Giftermål
Eleonora gifte sig i Burgos 1170, vid åtta års ålder, med den femtonårige kung Alfons VIII av Kastilien. Äktenskapet arrangerades av politiska skäl. England ägde vid denna tid stora territorier strax norr om Pyrenéerna i form av främst Akvitanien, som bland annat hotades av kungariket Navarra söder om gränsen, medan Kastilien hotades av Navarra i norr. Äktenskapet blev en allians mellan England och Kastilien riktad mot den gemensamma fienden mellan dem. Någon gång mellan november 1169 och mars 1170 anlände Kastiliens sändebud till den då engelska staden Bordeaux i Sydfrankrike, där den förenade sig med Eleonora och hennes följe, varpå de avreste till Kastilien, där vigseln ägde rum.
Eleonora mottog en stor förläning inkluderande Calahorra, Logroño, Burgos och Castrojeriz, till vilka lades de kungliga inkomsterna från många andra städer, inklusive flera hamnar i Kantabrien och inte få städer på Camino de Santiago: de engelska delegaterna tog sedan slotten i besittning i hennes namn för att säkra att äktenskapet fullföljdes, eftersom det på grund av Eleonoras ålder ändå inte kunde fullbordas på flera år och det därför fanns en risk att det bröts innan dess. I hemgift hade hon utlovats hertigdömet Gascogne efter sin mor. 
Eleonora var åtta år gammal vid sitt giftermål, och eftersom den kanoniska lagen tillät inte att ett äktenskap fullbordades förrän tidigast vid tolv års ålder, levde paret inte tillsammans under de första åren. Hon uppnådde tolv års ålder 1174, och hennes första barn föddes 1188, när hon var tjugosex. Hon besjöngs av trubadurerna för sin skönhet och slutförde sin barndom genom att uppfostras till att bli Kastiliens drottning.

### Drottning
Eleonora beskrivs som den av sin mors barn som mest påminde om henne i politiskt avseende. Hon utövade inflytande över statens affärer, och maken förordade i sitt testamente att hon skulle bli regent om han avled då deras son var omyndig. 
Hon beskrivs som noggrann, försiktig och uppriktig. Samtida källor beskriver förhållandet mellan paret som lyckligt och hyllar deras samarbete som kungapar. Inte mycket är känt om hennes hovpersonal, men det franska inflytandet från trubadurkulturen i Akvitanien uppges ha varit stort.  
År 1187 grundade hon, tillsammans med sin make, klostret Las Huelgas som ett nunnekloster med deras ena dotter, Doña Constanza, som abbedissa tillsammans med Doña Maria Sol från det aragonska kungahuset. Klostret hade väldigt stort inflytande, och byggdes även som gravställe åt det kastilianska kungahuset. Klostret ska ha grundats med inspiration från klostret Fontevrault från hennes barndoms Frankrike, och hon besökte det ofta och blev slutligen begravd i det. 
Eleonora var aktiv i arrangerandet av politiska äktenskap mellan sina anförvanter. Hon uppges ha agerat medlare i förhandlingarna i äktenskapet mellan hennes bror Rickard Lejonhjärta och Berengaria av Navarra 1191. Hon övertalade Alfons VIII till det politiska äktenskapet mellan deras dotter Berengaria och Leons monark, Alfons IX av León, vilket skulle få politiska konsekvenser. År 1200 assisterade hon sin mor i att arrangera äktenskapet mellan sin dotter och franske kronprinsen.  
När hennes mor avled 1204 försökte hennes make göra anspråk på hertigdömet Gascogne i hennes namn eftersom det hade varit en del av hennes hemgift. Kastiliens armé gick därför in i Gascogne med stöd från regionens adel, men motståndet från dess borgare och Navarra gjorde att besittningen inte uppfattades som möjlig att hålla. År 1211 arrangerades ett stort korståg under ledning av Kastilien mot almohaderna, och många riddare från hennes hemtrakt Akvitanien deltog. Segern vid Las Navas de Tolosa (1212) beskrivs som en stor triumf för Kastilien. 

### Regent
Eleonoras äldste son Fernandos plötsliga död (1211) innebar en potentiell politisk kris, eftersom den nye tronföljaren (den senare Henrik I av Kastilien), var så ung att han kunde väntas vara omyndig när han blev kung. Vid Alfons VIII:s död 1214 blev Eleonora regent som förmyndare för sin son, den tioårige kung Henrik I, i enlighet med sin döda makes vilja. 
Hon biträddes i regeringen av sin äldsta dotter Berengaria, som var sin brors tronarvinge och som hade återvänt till Kastilien sedan hennes separation från sin make, kungen av Leon. Eleonora uppges ha överlåtit större delen av regeringen på sin dotter, eftersom hon själv befann sig i dåligt tillstånd. Hon ska ha planerat att överföra regentskapet på sin dotter, vilket skapade ett oppositionsparti ledd av Álvaro Núñez de Lara, som lyckades motarbeta denna plan. Eleonoras regeringstid blev inte lång. Efter Alfons' död var Eleonora enligt uppgift så nedbruten av sorg att hon inte kunde närvara vid begravningen. Hon avled 24 dagar efter maken.